# Candyman (1992)
Candyman is een Amerikaanse horrorfilm uit 1992 van regisseur Bernard Rose. Het verhaal hiervan is gebaseerd op dat uit het korte verhaal The Forbidden van Clive Barker.

## Verhaal
Helen Lyle (Virginia Madsen) en Bernadette Walsh (Kasi Lemmons) zijn in Chicago om onderzoek te doen voor een proefschrift over stadslegendes. Lyle raakt daar geïnteresseerd in een verhaal over 'de Candyman'. Volgens de legende was Daniel Robitaille (Tony Todd) de zoon van een slaaf die zich opwerkte tot een rijk man. Hijzelf was een beeldend kunstenaar, die het aanlegde met een meisje dat zwanger van hem raakte. Haar vader pikte dat niet en liet Robitaille beestachtig afslachten. De hand van de kunstenaar werd afgehakt, waarna hij ingesmeerd met honing doodgestoken werd door duizenden bijen. Zijn lichaam werd daarna verbrand.
Robitaille zou volgens de legende echter niet totaal verdwenen zijn. Iedereen die staand voor een spiegel vijf keer 'Candyman' zou uitspreken, zou hem daarmee oproepen. Lyle kan zich niet bedwingen en probeert het uit. Ze krijgt snel spijt van als 'de Candyman' (ook Todd) meer dan een legende blijkt en met de op de plaats van zijn hand zittende vleeshaak begint te moorden. Moorden waar Lyle de schuld van krijgt, terwijl niemand haar verhaal over de levende legende gelooft.

## Rolverdeling
| Acteur              | Personage                 |
| ------------------- | ------------------------- |
| Tony Todd           | The Candyman              |
| Virginia Madsen     | Helen Lyle                |
| Xander Berkeley     | Trevor Lyle               |
| Vanessa A. Williams | Anne-Marie McCoy          |
| Kasi Lemmons        | Bernadette 'Bernie' Walsh |
| Bernard Rose        | Archie Walsh              |
| Gilbert Lewis       | Detective Frank Valento   |
| Stanley DeSantis    | Dr. Burke                 |
| Eric Edwards        | Harold                    |
| Rusty Schwimmer     | Policewoman               |
| Michael Culkin      | Professor Philip Purcell  |
| DeJuan Guy          | Jake                      |
| Marianna Elliott    | Clara                     |
| Ria Pavia           | Monica                    |
| Carolyn Lowery      | Stacy                     |
| Lisa Ann Poggi      | Diane                     |
| Adam Philipson      | Danny                     |
| Barbara Alston      | Henrietta Mosely          |
| Sarina C. Grant     | Kitty Culver              |
| Baxter Harris       | Detective                 |
| Kenneth A. Brown    | Castrated Boy             |
| Terrence Riggins    | Gang Leader               |
| Doug MacHugh        | Orderly                   |
| Fred Sanders        | Cop                       |
| Caron Strong        | Nurse                     |

## Prijzen
Actrice Madsen won voor haar rol zowel de Saturn Award als het Avoriaz Fantastic Film Festival in de categorie beste actrice. Op het laatstgenoemde evenement kreeg regisseur Rose daarnaast de publieksprijs en werd het werk van Philip Glass in Candyman verkozen tot beste filmmuziek.

## Vervolgen
- Candyman: Farewell to the Flesh (1995)
- Candyman: Day of the Dead (1999)